# Бозиата
Бозиата, или Мозиата  (др.-греч. Μοζιατα) — населённый пункт, или город Кавказской Албании. Бозиата был упомянут Птолемеем, расположившим его в междуречье Кайсия (др.-греч. Καισιος) и Албана (др.-греч. Αλβανος).
Считается, что Бозиата был расположен близ современного села Керимли (бывш. Варданлы) Огузского района Азербайджана